# 赫姆島
赫姆（英語：Herm）是海峽群島中的一個島嶼。屬根西行政區管轄。赫姆島的面積只有2平方公里，是海峽群島中最小的一個島嶼。島上有人口60人。赫姆島上禁止汽車通行。赫姆島主要的經濟收入來源是旅游業。赫姆島曾於1949年至1969年間發行過自己的郵票。